# Лістунова Вікторія Вікторівна

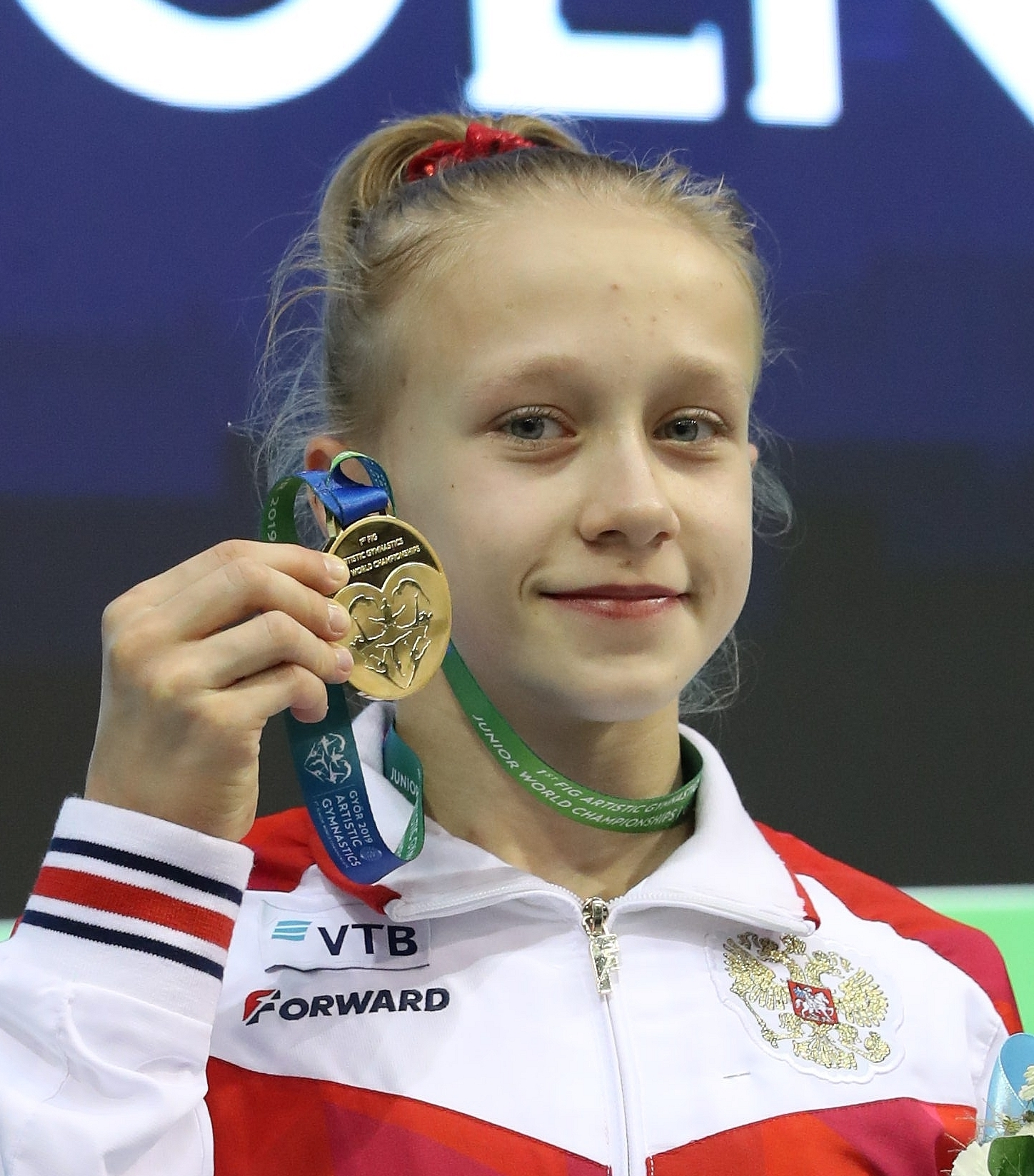
Вікторія Вікторівна Лістунова, 2019

Вікторія Вікторівна Лістунова (12 травня 2005 , Москва ) — російська гімнастка, олімпійська чемпіонка 2020 року в команді, абсолютна чемпіонка Європи 2021 року, триразова чемпіонка світу серед юніорів зі спортивної гімнастики (2019), кандидат в майстри спорту.

## Спортивна біографія
З осені 2019 року навчається в Московському училищі олімпійського резерву № 1 і школи «Самбо-70». Тренер — Ольга Петровічева. Раніше займалася також синхронним плаванням і художньою гімнастикою. Тричі вигравала в 2018 році золоті медалі юніорського чемпіонату Росії. У 2018 року також брала участь в шоу «Синій птах: останній богатир».
У червні 2019 року на юніорському чемпіонаті світу в Дьйорі стала триразовою чемпіонкою світу в командній та абсолютній першості, а також у вільних вправах (завоювала срібло на різновисоких брусах). Трохи пізніше на літньому європейському юнацькому Олімпійському фестивалі в Баку завоювала п'ять золотих медалей, не впоравшись тільки з виступами на колоді.
12 березня 2021 року стала чемпіонкою Росії у багатоборстві з результатом 114,164 бала. 23 квітня в Базелі виграла абсолютну першість чемпіонату Європи 2021 року з результатом 56,731 бала, випередивши срібну призерку Олімпійських ігор 2016 року, призерку чемпіонатів світу, 4-кратну чемпіонку Європи Ангеліну Мельникову.
На літніх Олімпійських іграх 2020 року в Токіо Вікторія Лістунова стала олімпійською чемпіонкою в командному багатоборстві у віці 16 років разом з Ангеліною Мельниковою, Владиславою Уразовою та Лілією Ахаїмовою з результатом 169,528 бала, випередивши збірну США (результат 166,096 відповідно).

## Досягнення

### Юніорські турніри
| Рік  | Турнір                                              | Командна першість | Особиста першість | Опорний стрибок | Бруси | Колода | Вільні |
| ---- | --------------------------------------------------- | ----------------- | ----------------- | --------------- | ----- | ------ | ------ |
| 2018 | International Gymnix                                |                   | 3                 | 8               | 2     | 6      | 1      |
| 2018 | Юніорський чемпіонат Росії                          |                   | 1                 | 2               | 1     | 3      | 1      |
| 2018 | Кубок Вороніна                                      |                   | 2                 | 2               | 4     |        | 2      |
| 2019 | Кубок Езоло                                         | 1                 | 4                 | 2               |       | 1      | 1      |
| 2019 | Юніорський чемпіонат Росії                          |                   | 2                 | 2               |       | 3      | 1      |
| 2019 | Юніорський чемпіонат світу                          | 1                 | 1                 | 8               | 2     |        | 1      |
| 2019 | Літній європейський юнацький Олімпійський фестиваль | 1                 | 1                 | 1               | 1     | 7      | 1      |
| 2019 | Elite Gym Massilia                                  |                   | 2                 |                 |       | 5      | 1      |

### Дорослі турніри
| рік  | турнір           | командна першість | Особиста першість | опорний стрибок | бруси | колода | вільні |
| ---- | ---------------- | ----------------- | ----------------- | --------------- | ----- | ------ | ------ |
| 2021 | чемпіонат Росії  | 1                 | 1                 | 2               | 2     | 1      | 2      |
| 2021 | чемпіонат Європи |                   | 1                 |                 |       |        | 7      |
| 2021 | Олімпійські ігри | 1                 |                   |                 |       |        |        |